# Blind Squirrel Games
Blind Squirrel Games — американская компания по разработке видеоигр, расположенная в Ирвайне, Калифорния. Дополнительные студии находятся в Остине (Техас), Окленде (Новая Зеландия) и Манисалесе (Колумбия). Компания основана Брэдом Хендриксом в 2010 году. В настоящее время является дочерним предприятием Blind Squirrel Entertainment. Специализируется на оказании помощи в разработке видеоигр других компаний, а также на создании собственных проектов и игр по лицензии.

## История
Брэд Хендрикс основал Blind Squirrel Games в 2010 году. Работая над серверной частью веб-сайта GameSpy, он отметил нехватку студий, выполняющих работу на заказ для крупных компаний в сфере разработки видеоигр класса AAA, и создал студию именно с этой целью. Изначально в компании работало четыре человека, включая самого Хендрикса в должности генерального директора. В марте 2016 года Blind Squirrel Games была реорганизована в дочернюю компанию Blind Squirrel Entertainment, зарегистрированную в штате Делавэр.
Во время работы над BioShock: The Collection совместно с 2K Games численность сотрудников Blind Squirrel Games достигла 87 человек, охватывающих направления разработки, дизайна, производства и контроля качества. По мнению Хендрикса, этот проект стал переломным моментом, который позволил студии перейти от содействия проектам других разработчиков к полноценной разработке собственных игр. В мае 2018 года из-за отмены неанонсированного проекта компания сократила тринадцать человек (девять художников и четырёх сотрудников службы поддержки). В октябре 2018 года были отменены ещё три проекта, каждый из которых задействовал от двадцати до тридцати сотрудников. Студия не смогла найти новые проекты для большинства из этих работников, в результате чего штат за шесть месяцев сократился со 110 до 48 человек. В начале 2019 года Blind Squirrel Games получила новые заказы и начала вновь набирать персонал.
В марте 2019 года компания привлекла 5 миллионов долларов США от неназванных инвесторов для разработки и самостоятельного издания игры Drifters. По словам Хендрикса, компания вела переговоры «буквально со всеми издателями», но не смогла найти партнёра, готового издать оригинальную игру от компании, обычно работающей над внешними проектами. В июле 2020 года Blind Squirrel Games получила от 1 до 2 миллионов долларов США в рамках Программы защиты зарплат (Paycheck Protection Program). Во время пандемии COVID-19 в 2020 году Blind Squirrel Games работала «почти в обычном режиме» со штатом в 110 сотрудников. Для поддержания морального духа компания использовала собственную платформу, позволяющую сотрудникам присоединяться к виртуальным клубам по интересам — проект, возглавляемый старшим менеджером по работе с сообществом Китти Мах. В конце 2020 года студия планировала открыть второй офис в Остине с штатом в 30-40 человек в дополнение к своей штаб-квартире в Санта-Ане.
В январе 2025 года Blind Squirrel Games приобрела колумбийскую студию Distributed Development, которая была переименована в Blind Squirrel Games Colombia для расширения возможностей внешней разработки.

## Игры
| Год  | Название                                       | Примечания           |
| ---- | ---------------------------------------------- | -------------------- |
| 2016 | BioShock: The Collection                       | [ 10 ]               |
| 2017 | WWE 2K18                                       | Nintendo Switch порт |
| 2018 | Sunset Overdrive                               | Windows порт         |
| 2019 | Borderlands: Game of the Year Enhanced Edition | [ 10 ]               |
| 2021 | Mass Effect Legendary Edition                  | [ 10 ]               |
| 2021 | Sonic Colors: Ultimate                         | [ 13 ]               |
| TBA  | Drifters Loot the Galaxy                       | В раннем доступе     |